# TV Azteca
TV Azteca je mexická multimediální konglomerát vlastněný společností Grupo Salinas. Je to druhá největší mediální společnost v Mexiku po Televisa. Konkuruje především společnostem Televisa a Imagen Televisión, jakož i některým místním operátorům. Vlastní dvě národní televizní sítě, Azteca Uno a Azteca 7, a provozuje dvě další národní distribuované služby, adn40 a a+. Všechny tři z těchto sítí mají vysílače ve většině velkých a menších měst.
TV Azteca také provozuje Azteca Trece Internacional, zasahuje 13 zemí ve Střední a Jižní Americe a je součástí sítě Azteca América ve Spojených státech. Jeho stěžejním programem je zpravodajský kanál Hechos.